# Lotnisko w Arrabury
Lotnisko w Arrabury (ang. Arrabury Airport, kod IATA: AAB kod ICAO: YARY) – lotnisko położone w Arrabury, Queensland, Australia.